# Just a Kiss
«Just a Kiss» —en español: «Sólo un beso»— es una canción de género banda estadounidense de country, Lady Antebellum. Fue lanzado el 2 de mayo de 2011 por Capitol Records como el primer sencillo del tercer álbum de estudio, Own the Night. Dallas Davidson ha colaborado con miembros de la banda Hillary Scott, Charles Kelley y Dave Haywood de escribir la música, basándose en las experiencias personales de los miembros. Producido por Paul Worley, "Just a Kiss" fue una de las últimas canciones grabadas para el álbum, una balada country que describe una relación amorosa entre una pareja.
La canción fue utilizada de la segunda temporada final de Pretty Little Liars y en la primera temporada del episodio 17 de Hart of Dixie.

## Video musical
El video fue filmado en París, Londres y Tennessee, dirigido por Shaun Silva. El vídeo sigue la historia de amor de una pareja en su viaje a través de París, Londres y Berlín.

## Lista de canciones
- CD sencillo[2]

1. "Just a Kiss" – 3:41
2. "Bottle Up Lightning" – 4:06

- Digital download[3][4]

1. "Just a Kiss" – 3:41

## Posicionamiento en listas
| Listas (2011–2012)                       | Mejor posición |
| ---------------------------------------- | -------------- |
| Australia (ARIA)                         | 72             |
| Canadá (Canadian Hot 100)                | 13             |
| Japón (Japan Hot 100)                    | 21             |
| Países Bajos (Mega Single Top 100)       | 91             |
| Eslovaquia (Rádio Top 100)               | 73             |
| UK Singles (The Official Charts Company) | 78             |
| Estados Unidos (Billboard Hot 100)       | 7              |
| Estados Unidos (Adult Contemporary)      | 1              |
| Estados Unidos (Adult Top 40)            | 4              |
| Estados Unidos (Hot Country Songs)       | 1              |
| Estados Unidos (Mainstream Top 40)       | 21             |

## Historial de lanzamientos
| País           | Fecha              | Formato          |
| -------------- | ------------------ | ---------------- |
| Canadá         | 3 de mayo de 2011  | Descarga digital |
| Estados Unidos | 3 de mayo de 2011  | Descarga digital |
| Estados Unidos | 3 de mayo de 2011  | Radio airplay    |
| Canadá         | 17 de mayo de 2011 | CD sencillo      |
| Estados Unidos | 17 de mayo de 2011 | CD sencillo      |